# Vương thất Hà Lan
Tại Vương quốc Hà Lan, nền quân chủ lập hiến là cơ quan và được điều khiển bởi hiến pháp của Hà Lan. Một sự phân biệt giữa các thành viên vương thất và thành viên vương gia. Theo Đạo luật Vương thất được sửa đổi năm 2002, các thành viên của vương thất gồm:
- Vua (quốc vương hoặc nữ vương) là người đứng đầu vương thất.
- Các thành viên của vương thất trong dòng kế vị ngai vàng của Hà Lan nhưng giới hạn ở hai mức độ quan hệ họ hàng từ quốc vương hiện tại.
- Người thừa kế ngai vàng.
- Các vị vua trước đây (đã thoái vị)
- Các thành viên của vương thất của dregrees hơn nữa quan hệ họ hàng nếu đã là thành viên của hoàng gia trước khi việc rà soát các hành động ở năm 2002
- vợ hoặc chồng của các nhân vật trên.

## Thành viên hiện tại
- HM Quốc vương (Willem-Alexander của Hà Lan), Người đứng đầu vương thất Hà Lan hiện tại, là con trưởng của Nữ vương Beatrix và Vương phu Claus.
- HM Vương hậu (Vương hậu Máxima), vợ của vua Hà Lan.
  - HRH Nữ Thân vương xứ Orange (Catharina-Amalia), con cả của quốc vương và vương hậu.
  - HRH Vương nữ Alexia, người con thứ hai của quốc vương và vương hậu.
  - HRH Vương nữ Ariane, con gái út của quốc vương và vương hậu
- HRH Vương tử Constantijn, con thứ 3 và là con trai út của nữ vương Beatrix và vương phu Claus
  - HRH Vương tức Laurentien, vợ của vương tử Constantijn.
- HRH Cựu vương Beatrix, cựu vương.
- HRH Vương nữ Margriet, em gái của Nữ vương Beatrix.
  - Pieter van Vollenhoven, chồng của vương nữ Margriet.

## Mất vai trò thành viên
Các thành viên mất vai trò thành viên nếu quyền kế thừa ngai vàng Hà Lan bị mất, ví dụ như kết hôn mà không có sự chấp thuận của quốc hội. Điều này áp dụng cho một số thành viên của gia đình vương thất: